# El Icue
El Icue es una escultura de bronce de Manuel Ardil Pagán expuesta en la Puerta de Murcia de la ciudad española de Cartagena (Región de Murcia), en la confluencia con las calles Sagasta, Carmen y Santa Florentina, y frente al Palacio Pedreño. La obra muestra un icue, como se llamaba popularmente a los niños que deambulaban por el puerto, sujetando un boquerón ('aladroque' en la jerga local) del que brota un chorro de agua. Fue inaugurada el 22 de mayo de 1969, siendo alcalde Ginés Huertas Celdrán.
El monumento, enclavado en el casco antiguo y que ha llegado a ser considerado un símbolo de la ciudad, se sitúa sobre unos bloques que simulan los rompeolas del puerto. La figura, inspirada en un chico real, aparece vestida únicamente con un calzoncillo, de la forma que disfrutaban los icues del baño en el mar.
En 2011 se planteó vestir al Icue con motivos de fiestas locales, tomando como ejemplo el Manneken Pis de Bruselas, o colocar una placa informativa, sin que se haya avanzado en ninguna de las dos propuestas.

## Cultura popular

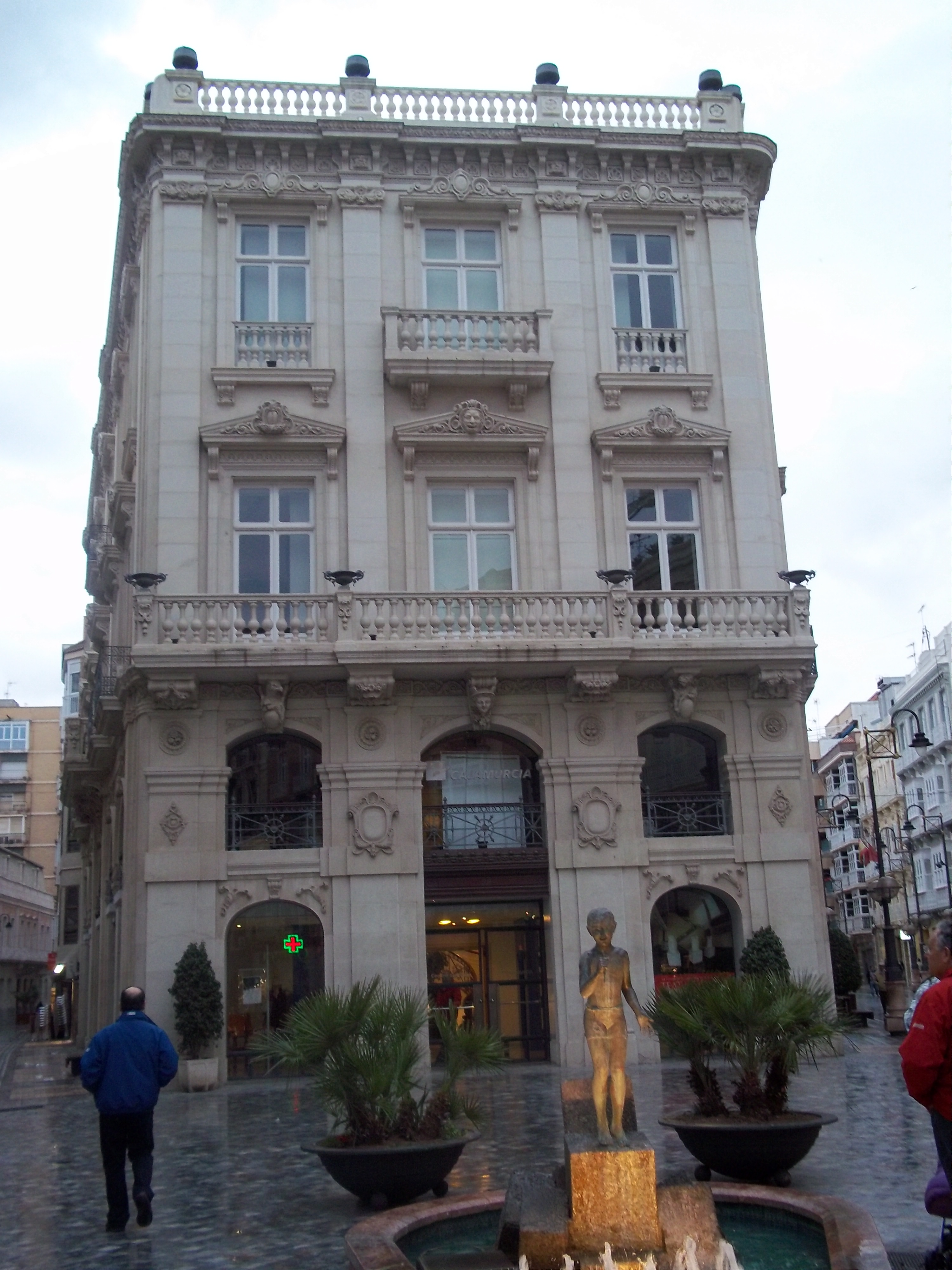
El Icue a los pies del Palacio Pedreño.

Durante la Semana Santa y con motivo de la procesión del Santo Entierro, la cofradía de los marrajos realiza desde 1971 un paso por las calles Jabonerías, Tolosa Latour y del Carmen, conocida como el "paso del Icue" por el monumento de la plaza. Tiene lugar entonces una dificultad técnica por la duplicidad de tambores que se da al coincidir con los tercios que bajan de la calle del Carmen con los que suben de Jabonerías.
Existen unos microbuses llamados Icue Bus en referencia a esta escultura, que transitan las líneas 8 y 9 correspondientes al Ensanche y Casco Antiguo respectivamente, y además una marca de cerveza artesanal con el nombre de Icue.